# Patrick Pentz
Patrick Pentz (Salzburg, 1997. január 2. –) osztrák válogatott labdarúgó, a Brøndby játékosa, kapus.

## Pályafutása

### Klubcsapatokban

#### Austria Wien
Pentz 2016. május 15-én mutatkozott be a felnőtt csapatban a Sturm Graz ellen, ezt a találkozót gól nélkül hozta le.

#### Reims
2022 nyarán csatlakozott a francia Reims csapatába.

#### Bayer Leverkusen
2023. január 27-n igazolt a Bundesligában szereplő Bayer Leverkusenhez. Nyáron kölcsönbe került a dán Brøndby csapatához. 2024. június 10-én négyéves szerződést írt alá a klubbal.

### Válogatottban
2022. március 29-én mutatkozott be egy barátságos mérkőzésen, Skócia ellen. 2024. június 7-én Ralf Rangnick szövetségi kapitány 26 fős keretébe bekerült, amely a 2024-es labdarúgó-Európa-bajnokságra utazott.

#### Mérkőzései az osztrák válogatottban
megjegyzés Az eredmények az osztrák válogatott szemszögéből értendők.
| #  | Dátum                | Ellenfél      | Eredmény | Kiírás              | Esemény |
| -- | -------------------- | ------------- | -------- | ------------------- | ------- |
| 1. | 2022. március 29.    | Skócia        | 2 – 2    | barátságos mérkőzés | 87'     |
| 2. | 2022. június 6.      | Dánia         | 1 – 2    | Nemzetek ligája     |         |
| 3. | 2022. június 10.     | Franciaország | 1 – 1    | Nemzetek ligája     |         |
| 4. | 2022. szeptember 22. | Franciaország | 0 – 2    | Nemzetek ligája     |         |

## Sikerei, díjai
FK Austria Wien
- Osztrák Bundesliga: Szezon kapusa: 2020–21, 2021–22